# 1961 na política

## Eventos
- 3 de janeiro — Estados Unidos cortam relações diplomáticas com Cuba, dois anos depois de Fidel Castro assumir o poder na ilha.
- 17 de janeiro — Assassinato de Patrice Lumumba, líder da independência do Zaire.
- 20 de janeiro — Tomada de posse do Presidente John Fitzgerald Kennedy nos Estados Unidos.
- 21 de janeiro — Assalto ao paquete Santa Maria por um comando ligado ao Directório Ibérico de Libertação chefiado por Henrique Galvão.
- 31 de janeiro — Tomada de posse do Presidente Jânio Quadros no Brasil.
- 4 de fevereiro — Assalto à cadeia de Luanda e a uma esquadra da polícia por parte de independentistas angolanos, causando alguns mortos, e que marcou o início da luta armada pela independência daquela antiga colónia portuguesa, e o início da Guerra Colonial Portuguesa, já que pouco tempo depois o conflito alastrou-se às restantes colónias africanas. O actual Aeroporto Internacional de Luanda tem o nome de "4 de Fevereiro" para assinalar essa data histórica.
- 9 de fevereiro — O até então Presidente do Presidium do Soviete Supremo da URSS, Leonid Brejnev, em visita oficial à República da Guiné sofre um mal-entendido quando caças franceses abrem fogo sobre o avião que o conduzia, pensando se tratar de alguma ameaça em plena Guerra Fria.
- 15 de fevereiro — Criadas as Forças Armadas de Libertação do Vietname do Sul.
- 23 de fevereiro — O Conselho de Segurança das Nações Unidas emite a primeira resolução condenatória da política colonialista de António de Oliveira Salazar.
- 26 de fevereiro — Emissário dos Estados Unidos vem ao Brasil pedir apoio ao presidente Jânio Quadros para ação militar contra Cuba.
- 15 de março — A União dos Povos de Angola (UPA), liderada por Holden Roberto, efectua um ataque tribal a fazendas e localidades no norte de Angola, originando um massacre de populações brancas e trabalhadores negros naturais de outras regiões de Angola.
- 17 de abril — Início da Invasão da Baía dos Porcos em Cuba, por exilados cubanos financiados pela CIA; terminou sem sucesso dois dias depois.
- 18 de abril — Assinatura da Convenção de Viena sobre Relações Diplomáticas, CVRD.
- 27 de abril — Serra Leoa se torna independente do Reino Unido.
- 30 de junho — Presidente brasileiro, Jânio Quadros é capa da revista americana Time.
- 3 de agosto — Primeiro cosmonauta a ir ao espaço, o soviético Yuri Gagarin é condecorado pelo presidente Jânio Quadros.
- 13 de agosto — Começa a ser erguido o Muro de Berlim.
- 19 de agosto — Líder revolucionário Che Guevara visita o Brasil e é condecorado pelo presidente Jânio Quadros, fazendo com que militares devolvam suas condecorações recebidas em protesto.
- 24 de agosto — Guerra Colonial: início de uma operação conjunta, com aviação, pára-quedistas e forças terrestres, na serra de Canda (Angola).
- 25 de agosto — Após crises, Jânio Quadros renuncia ao cargo de presidente do Brasil; o presidente da Câmara, Ranieri Mazzilli assume o cargo interinamente.
- 2 de setembro — Emenda constitucional instaura o parlamentarismo no Brasil.
- 7 de setembro — Tomada de posse de João Goulart como novo presidente do Brasil. Tancredo Neves preside o primeiro Conselho de Ministros.
- 21 de outubro — Primeira greve geral no Brasil dura oito dias.
- 23 de novembro — Brasil restabelece relações diplomáticas com a URSS, depois de 14 anos.
- 19 de dezembro — Tropas da União Indiana ocupam o Estado Português da Índia.

## Nascimentos
| Data           | Nome              | Profissão                                | Nacionalidade                | Observações | Ref |
| -------------- | ----------------- | ---------------------------------------- | ---------------------------- | ----------- | --- |
| 4 de agosto    | Barack Obama      | presidente dos Estados Unidos desde 2009 | Estados Unidos               |             |     |
| 24 de dezembro | Ilham Aliyev      | presidente do Azerbaijão desde 2003      | União Soviética / Azerbaijão |             |     |
| 25 de dezembro | Ingrid Betancourt | senadora                                 | Colômbia                     |             |     |

## Mortes
| Data            | Nome                            | Profissão                                                   | Nacionalidade       | Observações               | Ref |
| --------------- | ------------------------------- | ----------------------------------------------------------- | ------------------- | ------------------------- | --- |
| 17 de janeiro   | Patrice Lumumba                 | líder da independência do Zaire                             | Zaire (Congo Belga) | n. 1925                   |     |
| 26 de fevereiro | Mohammed V (Muḥammad ibn Yūsuf) | rei do Marrocos                                             | Marrocos            | n. 1909                   |     |
| 25 de abril     | Borges de Medeiros              | político                                                    | Brasil              | n. 1863                   |     |
| 15 de julho     | Anselmo Alliegro                | presidente de Cuba em 1959                                  | Cuba                | n. 1899                   |     |
| 18 de setembro  | Dag Hammarskjöld                | Secretário-geral das Nações Unidas                          | Suécia              | n. 1905 Nobel da Paz 1961 |     |
| 19 de outubro   | Sergio Osmeña                   | presidente das Filipinas de 1944 a 1946                     | Filipinas           | n. 1878                   |     |
| 30 de outubro   | Luigi Einaudi                   | presidente de Itália de 1948 a 1955                         | Itália              | n. 1874                   |     |
| 19 de dezembro  | José Dias Coelho                | artista plástico e dirigente do Partido Comunista Português | Portugal            | n. 1923                   |     |